# اینترکراس

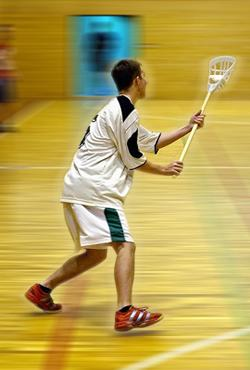
نمایی از یک بازیکن اینترکراس

اینترکراس(به انگلیسی: Intercrosse) ورزشی از دسته ورزش‌های لاکراس است. این ورزش دارای قوانینی مشابه با انواع ورزش‌های لاکراس است با این تفاوت که از دسته ورزش‌های بدون تماس محسوب می‌شود. این ورزش در اروپا به خصوص جمهوری چک بسیار محبوب است. این ورزش در کانادا نیز طرفداران زیادی دارد.